# Julius Jaenzon
Julius Jaenzon, noto anche con lo pseudonimo di J. Julius (Göteborg, 8 luglio 1885 – Stoccolma, 17 febbraio 1961), è stato un direttore della fotografia svedese.

## Biografia
Jaenzon è noto nel cinema muto svedese soprattutto per le sue collaborazioni con i registi Victor Sjöström e Mauritz Stiller per Svensk Filmindustri, in particolare negli adattamenti dei romanzi di Selma Lagerlöf. Soprattutto con la doppia esposizione. Nel 1910 entra a far parte come fotografo documentarista per il produttore cinematografico Charles Magnusson in Svenska Biografteatern.

## Filmografia

### Direttore della fotografia

#### Cinema
- Fiskerlivets farer, regia di Hugo Hermansen - cortometraggio (1907)
- Regina von Emmeritz och konung Gustaf II Adolf, regia di Gustaf Linden - cortometraggio (1910)
- Opiumhålan, regia di Eric Malmberg - cortometraggio (1911)
- Laban Petterqvist tränar för olympiska spelen, regia di Lars Björck (1912)
- Farbror Johannes ankomst till Stockholm eller Hvad en glad frukost på Metropol kan ställa till, regia di Algot Sandberg - cortometraggio (1912)
- Två svenska emigranters äfventyr i Amerika, regia di Eric Malmberg - cortometraggio (1912)
- Mor och dotter, regia di Mauritz Stiller - cortometraggio (1912)
- Ett hemligt giftermål, regia di Victor Sjöström - cortometraggio (1912)
- Trädgårdsmästaren, regia di Victor Sjöström - cortometraggio (1912)
- De svarta maskerna, regia di Mauritz Stiller (1912)
- I lifvets vår, regia di Paul Garbagni (1912)
- Agaton och Fina, regia di Eric Malmberg - cortometraggio (1912)
- Barnet, regia di Mauritz Stiller - cortometraggio (1913)
- Äktenskapsbyrån, regia di Victor Sjöström - cortometraggio (1913)
- Vampyren, regia di Mauritz Stiller - cortometraggio (1913)
- Löjen och tårar, regia di Victor Sjöström - cortometraggio (1913)
- När kärleken dödar, regia di Mauritz Stiller - cortometraggio (1913)
- När larmklockan ljuder, regia di Mauritz Stiller - cortometraggio (1913)
- Lady Marions sommarflirt, regia di Victor Sjöström - cortometraggio (1913)
- Mannekängen, regia di Mauritz Stiller - cortometraggio (1913)
- På livets ödesvägar, regia di Mauritz Stiller (1913)
- Livets konflikter, regia di Victor Sjöström (1913)
- Halvblod, regia di Victor Sjöström (1913)
- Gränsfolken, regia di Mauritz Stiller (1913)
- Den okända, regia di Mauritz Stiller (1913)
- Den moderna suffragetten, regia di Mauritz Stiller - cortometraggio (1913)
- Prästen, regia di Victor Sjöström (1914)
- Bröderna, regia di Mauritz Stiller - cortometraggio (1914)
- För sin kärleks skull, regia di Mauritz Stiller (1914)
- Kammarjunkaren, regia di John Ekman - cortometraggio (1914)
- Stormfågeln, regia di Mauritz Stiller (1914)
- Strejken, regia di Victor Sjöström (1914)
- Bra flicka reder sig själv, regia di Victor Sjöström - cortometraggio (1914)
- Det röda tornet, regia di Mauritz Stiller - cortometraggio (1914)
- Skottet, regia di Mauritz Stiller (1914)
- När konstnärer älska, regia di Mauritz Stiller (1915)
- Det var i maj, regia di Victor Sjöström - cortometraggio (1915)
- Madame de Thèbes, regia di Mauritz Stiller (1915)
- Hans hustrus förflutna, regia di Mauritz Stiller (1915)
- Mästertjuven, regia di Mauritz Stiller (1915)
- Judaspengar, regia di Victor Sjöström - cortometraggio (1915)
- Högsta vinsten, regia di Edmond Hansen - cortometraggio (1915)
- Dolken, regia di Mauritz Stiller (1915)
- Il bacio della morte (Dödskyssen), regia di Victor Sjöström (1916)
- Vingarne, regia di Mauritz Stiller (1916)
- Balettprimadonnan, regia di Mauritz Stiller (1916)
- Terje Vigen, regia di Victor Sjöström (1917)
- Alexander den Store, regia di Mauritz Stiller (1917)
- I proscritti (Berg-Ejvind och hans hustru), regia di Victor Sjöström (1918)
- I figli di Ingmar (Ingmarssönerna), regia di Victor Sjöström (1919)
- Il tesoro di Arne (Herr Arnes pengar), regia di Mauritz Stiller (1919)
- Dunungen, regia di Ivan Hedqvist (1919)
- Mästerman, regia di Victor Sjöström (1920)
- Il carretto fantasma (Körkarlen), regia di Victor Sjöström (1921)
- Vem dömer, regia di Victor Sjöström (1922)
- Il vecchio castello (Gunnar Hedes saga), regia di Mauritz Stiller (1923)
- Eld ombord, regia di Victor Sjöström (1923)
- Karusellen, regia di Dmitrij Buchoveckij (1923)
- I cavalieri di Ekebù (Gösta Berlings saga), regia di Mauritz Stiller (1924)
- Livet på landet, regia di Ivan Hedqvist (1924)
- Två konungar, regia di Elis Ellis (1925)
- Ingmarsarvet, regia di Gustaf Molander (1925)
- Till österland, regia di Gustaf Molander (1926)
- Hon, den enda, regia di Gustaf Molander (1926)
- Don Quixote, regia di Lau Lauritzen (1927)
- Hans engelska fru, regia di Gustaf Molander (1927)
- Förseglade läppar, regia di Gustaf Molander (1927)
- Parisiskor, regia di Gustaf Molander (1928)
- Synd, regia di Gustaf Molander (1928)
- Valanga umana (Hjärtats triumf), regia di Gustaf Molander (1929)
- För hennes skull, regia di Paul Merzbach (1930)
- Fridas visor, regia di Gustaf Molander (1930)
- Väter und Söhne, regia di Victor Sjöström (1930)
- Kronans kavaljerer, regia di Gustaf Edgren (1930)
- Charlotte Löwensköld, regia di Gustaf Molander (1930)
- Brokiga blad, regia di Edvin Adolphson e Valdemar Dalquist (1931)
- Markurells i Wadköping, regia di Victor Sjöström (1931)
- Serments, regia di Henri Fescourt (1931)
- Service de nuit, regia di Henri Fescourt (1932)
- Svärmor kommer, regia di Paul Merzbach (1932)
- Kärlek och kassabrist, regia di Gustaf Molander (1932)
- Sten Stensson Stéen från Eslöv på nya äventyr, regia di Elis Ellis e Gösta Hellström (1932)
- En gammal gård, regia di Gustaf Molander - cortometraggio (1932)
- En melodi om våren, regia di John Lindlöf (1933)
- Giftasvuxna döttrar, regia di Sigurd Wallén (1933)
- En natt på Smygeholm, regia di Sigurd Wallén (1933)
- Vad veta väl männen?, regia di Edvin Adolphson (1933)
- Två man om en änka, regia di John Lindlöf (1933)
- Kungliga Johansson, regia di Sölve Cederstrand (1934)
- Sången om den eldröda blomman, regia di Per-Axel Branner (1934)
- Bränningar, regia di Ivar Johansson (1935)
- Smålänningar, regia di Gösta Rodin (1935)
- Äktenskapsleken, regia di Ragnar Hyltén-Cavallius (1935)
- Samvetsömma Adolf, regia di Sigurd Wallén (1936)
- Bröllopsresan, regia di Gustaf Molander (1936)
- Johan Ulfstjerna, regia di Gustaf Edgren (1936)
- Äventyret, regia di Per-Axel Branner (1936)
- Klart till drabbning, regia di Edvin Adolphson (1937)
- Sara lär sig folkvett, regia di Gustaf Molander (1937)
- Vi går landsvägen, regia di Sigurd Wallén (1937)
- Pappas pojke, regia di Knut Martin (1937)
- La baleniera dell'Antartide (Valfångare), regia di Anders Henrikson e Tancred Ibsen (1939)
- Emelie Högqvist, regia di Gustaf Molander (1939)
- Havets storvilt, regia di Gunnar Fischer - cortometraggio (1939)
- Stora famnen, regia di Gustaf Edgren (1940)
- En, men ett lejon!, regia di Gustaf Molander (1940)
- Den ljusnande framtid, regia di Gustaf Molander (1941)
- Landstormens lilla argbigga, regia di Nils Jerring (1941)
- Il figlio conteso (Göranssons pojke), regia di Weyler Hildebrand (1941)
- Dunungen, regia di Weyler Hildebrand (1941)
- Livet på en pinne, regia di Weyler Hildebrand (1942)
- Löjtnantshjärtan, regia di Weyler Hildebrand (1942)
- Man glömmer ingenting, regia di Åke Ohberg (1942)
- Katrina, regia di Gustaf Edgren (1943)
- Hans majestäts rival, regia di Weyler Hildebrand (1943)
- Hans officiella fästmö, regia di Nils Jerring (1944)
- Jolanta - den gäckande suggan, regia di Hugo Bolander e Oscar Winge (1945)
- 91:an Karlsson, regia di Hugo Bolander (1946)
- Djurgårdskvällar, regia di Rolf Husberg (1946)
- Livet på Forsbyholm, regia di Elof Ahrle e Arne Mattsson (1948)

### Direttore della fotografia e regista

#### Cinema
- Samhällets dom, co-regia di Eric Malmberg (1912)
- Sei tu felicità? (Säg det i toner), co-regia di Edvin Adolphson (1929)
- Ulla min Ulla (1930)